# محمد سراج‌الدین
محمد سراج‌الدین (انگلیسی: Muhammad Siraj-Din؛ زادهٔ ۱۱ سپتامبر ۱۹۳۵) کشتی‌گیر اهل پاکستان بود.